# Vysoká (district de Mělník)
Pour les articles homonymes, voir Vysoká.
Vysoká (en allemand : Wissoka) est une commune du district de Mělník, dans la région de Bohême-Centrale, en République tchèque. Sa population s'élevait à 911 habitants en 2020.

## Géographie
Vysoká se trouve à 8 km au nord-est de Mělník et à 37 km au nord-nord-est de Prague.
La commune est limitée par Želízy et Dolní Zimoř au nord, par Kokořín au nord-est, par Kanina, Nebužely et Střemy à l'est, par Lhotka au sud, par Mělník au sud-ouest et à l'ouest, et par Liběchov à l'ouest.

## Histoire
La première mention écrite de la localité date de 1227.

## Administration
La commune se compose de cinq quartiers :
- Vysoká
- Bosyně
- Chodeč
- Strážnice
- Střednice

## Transports
Par la route, Vysoká se trouve à 10 km de Mělník et à 46 km de Prague.